# Katedrála v Naumburgu
Katedrála v Naumburgu, německy Naumburger Dom St. Peter und St. Paul, je kostel v německém městě Naumburg. Roku 2018 byl zapsán na seznam světového dědictví UNESCO. Stavba začala již roku 1028 v románském slohu, ve 13. století byla částečně gotizována. Významná je sochařská výzdoba chrámu, jejíž autor je znám jako Naumburský mistr. K nejcennějším patří sochy markraběte míšenského Ekkeharda II. a jeho manželky Uty z Ballenstedtu, zakladatelů katedrály, na západním chóru. Kostel byl vysvěcen roku 1044, původně byl katolický, od 16. století je protestantský.